# Muscoli lombricali del piede
I muscoli lombricali del piede sono quattro muscoli fusiformi e sottili localizzati sulla pianta del piede.

## Origine , decorso e inserzione
Quasi tutti nascono dai tendini vicini al muscolo flessore lungo delle dita. Si inseriscono sul lato mediale delle espansioni dorsali digitali delle ultime 4 dita del piede.